# Tomáš Přibyl
Tomáš Přibyl (* 18. března 1975, Brno) je český publicista, autor literatury faktu, odborník v oblasti informačních technologií a popularizátor kosmonautiky.

## Životopis
V roce 1993 maturoval na Gymnáziu na Třídě kapitána Jaroše v Brně. V letech 1993–1999 vystudoval Fakultu podnikatelskou Vysokého učení technického v Brně. Nejdříve bakalářský obor daňové poradenství a poté navazující magisterský obor podnikové finance a obchod (titul Ing.).
K zájmu o kosmonautiku jej v roce 1986 přivedla havárie raketoplánu Challenger. Veřejnou přednáškovou činnost zahájil v brněnské Hvězdárně a planetáriu v květnu 1994 přednáškou „Americká brána ke hvězdám“ o historii Kennedyho vesmírného střediska a základny na mysu Canaveral. V roce 1998 se dostal do širšího výběru zájemců (z ČR bylo 6 kandidátů) o účast v marketingové akci West in Space hamburského tabákového koncernu Reestma, ale výběrem v Belgii a Německu neprošel. Publikoval okolo 3 tisíc článků v novinách a časopisech v Česku i zahraničí. Za publicistickou a žurnalistickou činnost v oblasti kosmonautiky získal v roce 2002 Cenu města Brna jako její nejmladší laureát v historii. Později se stal redaktorem portálu Kosmonautix.cz. Připravil nebo se podílel na několika výstavách, uspořádal stovky přednášek pro veřejnost, jeho hlas pravidelně zní na rádiových vlnách (např. Český rozhlas Brno, Radio Proglas, BBC).
V roce 1999 začal pracovat jako konzultant v oblasti informační bezpečnosti (antivirové programy, šifrování dat, elektronický podpis, ochrana před hackery, bankovní podvody apod.). V roce 2005 odešel na rodičovskou dovolenou se synem Markem. Dále byl zaměstnán v oblasti informační bezpečnosti na volné noze jako nezávislý konzultant. Začal také působit jako Media & Education Specialist v České kosmické kanceláři. V Technickém muzeu v Brně se stal kurátororem letectví a kosmonautiky. Ve šlépějích otce kráčí také syn Michal Přibyl, který je členem redakce kosmonautix.cz a také příležitostně přednáší a to zejména o zážitcích z cest po Americe se svým otcem.
- Tomáš Přibyl. Smrt měla jméno Challenger. Brno : Rovnost, 1996. 175 s. ISBN 80-85826-16-X
- Tomáš Přibyl. Rudé hvězdy ve vesmíru. Brno : Paráda, 1997. 383 s. ISBN 80-902352-1-2
- Tomáš Přibyl. Příběh stanice Mir. Brno : Tomáš Přibyl (vlastním nákladem), 2001. 132 s. ISBN 80-238-6789-X
- Tomáš Přibyl. Den, kdy se nevrátila Columbia. Říčany u Prahy : Junior, 2003. 191 s. ISBN 80-7267-108-1
- Tomáš Přibyl. Dzień, w którym nie wróciła Columbia. Bielsko-Biała : Debit, 2003. 192 s. ISBN 83-7167-224-1
- Tomáš Přibyl. Spanilá jízda po Marsu. Brno : Tomáš Přibyl (vlastním nákladem), 2004. 142 s. ISBN 80-903558-0-3

Podílel se také na přípravě vystřihovacích modelů raketoplánu Atlantis (Betexa, 1999) a lunárního modulu (Betexa, 2002).